# Jhoel Herrera
Jhoel Herrera (Lima, 9 luglio 1980) è un ex calciatore peruviano, di ruolo difensore.

## Carriera

### Club
Gioca la sua ultima partita col GKS Bełchatów il 13 settembre 2008 nella sconfitta fuori casa per 2-1 contro lo Śląsk Breslavia.
Debutta con il Cienciano il 5 aprile 2009 nel pareggio casalingo per 0-0 contro lo Sport Áncash. Disputa l'ultima partita con il club il 5 dicembre 2009 nel pareggio fuori casa per 2-2 contro il Bolognesi.
Esordisce con il Total Chalaco il 14 febbraio 2010 nel pareggio fuori casa per 2-2 contro lo Sport Huancayo. Nell'ultima partita con questo club, avvenuta il 3 dicembre 2010, riesce a segnare un gol ai danni dell'Inti Gas, partita poi finita 2-2.
Debutta con lo Juan Aurich il 13 febbraio 2011 nel pareggio per 0-0 contro l'Universitario. Gioca l'ultima partita con questa squadra il 14 dicembre 2011 nel pareggio a reti bianche contro l'Alianza Lima.
Debutta con il Real Garcilaso il 3 marzo 2012 nella vittoria casalinga per 2-1 contro l'Alianza Lima.